# Dia dels avis
El Dia dels Avis és un dia commemoratiu dedicat als avis de les famílies, que complementa el Dia del pare i el Dia de la Mare. La jornada se celebra a diversos països amb diversitat de denominació, motivació i data. En molts països llatinoamericans i europeus, el dia elegit és el 26 de juliol, per ser el dia que la litúrgia catòlica commemora Sant Joaquim i Santa Anna, pares de Maria, mare de Jesús i, per tant, avis de Jesús. La història dels avis materns de Jesús es basa en el Protoevangeli de Jaume, segons el qual santa Anna va néixer a Betlem i els seus pares eren Matan i Emerenciana, mentre que la família de Josep descendia del rei David i de Leví.
L'ONU promou la celebració a nivell internacional d'una jornada que recorda les persones grans, el Dia Internacional de les Persones Grans, l'1 d'octubre.